# Louis Légasse
Pour les articles homonymes, voir Legasse.
Louis Légasse doit pas être confondu avec son contemporain Louis Lagasse.
Louis Légasse, né à Bassussarry le 16 septembre 1870 et mort à Paris 9e le 14 mars 1939, est un armateur français fondateur de la société La Morue française, qui fut l'une des plus grandes compagnies de pêche en Europe. Il est considéré à sa mort comme une figure considérable de la Grande pêche. C’est un membre de la famille Légasse.

## Biographie

### Jeunesse et environnement familial
En 1873, à l’âge de 3 ans, Louis Légasse perd son père, parti en goélette vers Terre-Neuve. Il est le frère de Jacques et de Christophe-Louis Légasse,,,,,. C’est un membre de la famille Légasse.

### Belle-époque
En 1896, il est désigné conseiller général de la 4e circonscription de Saint-Pierre-et-Miquelon et assume la fonction de vice-président du conseil.
Le 12 ou 17 décembre 1897, Louis Légasse est élu, à une très large majorité, délégué au Conseil supérieur des colonies,,,,,,,,,,,. Il est reconduit à cette fonction le 23 décembre 1900 puis le 27 décembre 1903, face à Alcide Delmont,,,.
En août 1904, un juge d’instruction est saisi par le procureur général de la république d’un mandat d’amener à l’encontre de Louis Légasse mais prend la responsabilité de remettre le prévenu en liberté après son interpellation. Dans le même temps, le juge prend l’initiative d’envoyer un télégramme au ministre de la justice afin que celui-ci rappelle le procureur général. L’affaire est portée devant la commission des mises en accusation qui met en demeure le juge d’instruction de signer le mandat de dépôt, faute de quoi les magistrats remettraient en nombre leur démission. Finalement, Louis Légasse est arrêté par deux gendarmes sur le quais à Saint-Pierre pour faux et usage de faux sur ordre du procureur général, puis transféré à l’hôpital,,,,,,,. Il est remis en liberté sous caution. 
En 1905, Louis Légasse – propriétaire d’une ferme à Miquelon –  mène une liste élue par une large majorité des scrutins  aux élections municipales miquelonaises et devient maire de la commune de Miquelon,.
Louis Légasse fonde La Morue française en 1905. Sur fond de tension liée à la loi de séparation des Églises et de l’État, Louis Légasse est provoqué en duel à la suite de la publication d'un article dans La Vigie, journal appartenant à sa famille, connue pour ses prises de position conservatrice et opposée à la laïcité. Selon Paul Constans, Louis Légasse serait responsable de la nomination de son frère l’abbé Christophe-Louis comme supérieur apostolique.
Louis Légasse appartient au groupe socialiste « non-unifié »,.
En 1906, il candidate aux élections législatives dans la deuxième circonscription de Bayonne.
Le 11 avril 1907, il participe à la constitution de la Ligue coloniale française dont il devient membre du comité directeur.
En 1907, Louis Légasse est réélu délégué au Conseil supérieur des Colonies,.
Il est conseiller général des Basses-Pyrénées.
Le 4 mai 1908, Louis Légasse et l’ensemble de ses colistiers sont élus au conseil municipal de Miquelon. Ce dernier désigne Louis Légasse maire à presque l’unanimité des voix,. Il est maire de Miquelon,.
Le 8 janvier 1911, Louis Légasse est élu délégué des îles Saint-Pierre et Miquelon au Conseil supérieur des colonies. Sa victoire est reconnue le 14 janvier 1911 par l’Administrateur de Saint-Pierre-et-Miquelon.
Le 4 avril 1912, il est élu au conseil municipal de Miquelon. Il est à nouveau élu maire lors d’une session extraordinaire du  30 avril 1912.

#### Le Cousins-Réunis
À la suite d’un article paru dans Le Salut portant sur le naufrage du Cousins-Réunis, Louis Légasse estime son honneur atteint par la critique et intente un procès à l’encontre du journaliste signataire de l’article et du directeur du journal malouin. Sa demande rejetée par le tribunal civil de Rennes en 1908, il est condamné aux dépens.

### Premier conflit mondial

#### Service aux armées
En 1914, lorsque la France entre en guerre, il est sommé de servir sous les drapeaux en tant que soldat de la classe de 1890. Il est de ce fait affecté au 142e régiment d’infanterie du 18e corps d’armée (subdivision de Bayonne). Il apparaît plus tard qu’il est mobilisé comme caporal puis comme sergent à la 102e division d’infanterie territoriale,,,,, Par une lettre de recommandation émanant d'un ancien ministre de la Guerre, il est incorporé à la 22e section de Commis et Ouvriers Militaires d'Administration,.

#### L’affaire de la Morue Française
Du 8 au 10 novembre 1915, Louis Légasse comparait au côté d’Augustin Leborgne devant le Conseil de guerre, présidé par le colonel Favart. Lorsque l'instruction fut ouverte, on leur n'imputait d'avoir détourné des marchandises au préjudice de l'État, commis des fraudes sur la quantité et la qualité de la marchandise vendue, et enfin, saupoudré leurs poissons d'acide borique. Les deux premiers chefs d'inculpation sont écartés pour ne conserver que le troisième. Il seront finalement acquittés. Durant le procès, trois lettres, dont l’une de son général de division, attestent que Louis Légasse est un « soldat modèle ».

### Entre-deux-guerres
Louis Légasse se présente comme républicain démocrate aux élections législatives de 1924 en Guyane. Il fait face à Eugène Lautier et Jean Galmot,,. Cependant, par une lettre qu’il adresse au ministre des colonies, il retire sa candidature avant le scrutin, qui voit Lautier l’emporter, au motif que les garanties de sincérité du vote usuelles en france métropolitaine ne sont pas établies dans la colonie.
En 1936, désireux de faire affaires en Italie, il exprime sa sympathie à l’égard du chef d’État fasciste Benito Mussolini dans une lettre publiée dans un journal italien intitulé La Nouvelle Italie,.
Louis Légasse décède à Paris le 14 mars 1939. Les obsèques ont lieu en l'église de Bassussarry, le 17 mars de la même année,,,,.

## Vie familiale
Il est l’époux de Marie Camino mais aussi le père de Louis-Ferdinand,,et Marc Légasse. Ce dernier est né le 18 avril 1918.

## Dans la sculpture
Un buste de Louis Légasse est à l’Aquarium de Biarritz.

## Publications
- Louis Légasse, Notice sur les îles Saint-Pierre et Miquelon, Paris, 1900, 64 p., 22 cm.

## Hommages et distinctions
- Officier de la Légion d'honneur[70].
- Le chalutier « Louis-Legasse », dont la construction a commencé le 14 mars 1949 aux Chantiers de Normandie, porte son nom[80].